# Basilique Notre-Dame de Hanswijk
Notre-Dame de Hanswijk (en néerlandais : Onze-Lieve-Vrouw van Hanswijk) est une basilique située à Malines en Belgique.

## Histoire
Au Xe siècle, lorsque Hanswijk était un hameau de Malines, un bateau s'ensabla sur les berges de la Dyle. L'embarcation était chargée de marchandises, mais transportait également une statue de la Vierge Marie. Malgré les efforts des mariniers, il fut impossible de dégager l'embarcation, jusqu'à ce qu'une personne eut l'idée d'amener la statue de la Vierge sur la berge. Le bateau se dégagea et pu poursuivre sa route. Les habitants de Hanswijk y virent le souhait de la Sainte Vierge d'être honorée à cet endroit.
La statue fut transportée à une chapelle tout proche, dédiée aux saints Lambert et Catherine.
Rapidement la chapelle devint un lieu de pèlerinage renommé parmi les croyants. Elle fut mentionnée en 1263 par Thomas de Cantimpré, un dominicain brabançon originaire de Cambrai, enseignant à Louvain.
Une épidémie de peste frappa la ville de Malines en 1272. Les habitants du hameau de Hanswijk transportèrent la statue de la Vierge à la cathédrale Saint-Rombaut. Peu après la peste fut vaincue. Depuis en reconnaissance de cet événement, une procession est organisée chaque année.
En 1738, une grande fête fut organisée pour les 750 ans de la dévotion à la Vierge Marie d'Hanswijk. Depuis, tous les 25 ans, défile un cortège historique appelé la cavalcade d'Hanswijk.

## Notre-Dame de Hanswijk
La statue d'origine disparut au XVIe siècle. La statue actuelle, d'une hauteur de 1,45 m, est réalisée en noyer. Les tresses bouclées retombent dans le dos et partiellement devant les épaules. La Vierge Marie tient un sceptre dans la main droite, tandis qu'elle porte l'enfant Jésus dans son bras gauche. L'enfant se tient contre la poitrine de sa mère et tient une pomme dans la main droite.
La statue est en bon état et porte encore les traces de l'ancienne polychromie. Au dos de la statue figurent deux triangles emboîtés, le symbole d'un artiste resté jusqu'à ce jour anonyme.
La statue de la Vierge Marie est transportée chaque année lors de la procession de Hanswijk. Elle reçut le couronnement canonique le 30 juillet 1876 du cardinal Victor-Auguste Dechamps, au nom du pape Pie IX.

## L'église
L'église baroque actuelle fut construite principalement entre 1663 et 1681 suivant les plans de l'architecte Lucas Faydherbe. La première pierre en fut posée en 1663 par l'archevêque Andreas Creusen. L'église fut sacralisée le 30 mai 1678.
La rotonde est d'un diamètre de 15,50 m, le dôme atteint une hauteur de 34 m.
L'église présente une combinaison intéressante entre la longueur et le centre du bâtiment. La nef est interrompue après la troisième travée par une large rotonde, autour de laquelle le transept est enchâssé.
En raison de l'importante pression exercée par la coupole, l'architecte dut renforcer les colonnes de soutènement. Elles furent reliées par deux à l'aide de tire-lames et d'ancrages. Afin de ne pas porter atteinte au décor intérieur, elles furent recouvertes de stuc. La déformation des courbes fut cachée par des décorations architecturales.
Les bustes des Pères de l'Église latine ornent les quatre portiques. Les bustes de saint Ambroise et de saint Augustin sont l'œuvre de Lucas Faydherbe. Ceux de saint Grégoire et de saint Jérôme datent de 1729 et sont l'œuvre du sculpteur malinois Jan-Frans Boeckstuyns.
L'architecte installa deux bas-reliefs au-dessus des colonnes de la rotonde. Les bas-reliefs sont réalisés en plâtre et représentent Jésus tombant sous la croix et l'adoration des bergers. Ces œuvres furent endommagées le 1er mai 1944 lors d'un bombardement aérien.
Le revêtement du sol de l'église est remarquable : un labyrinthe est tracé au sol sous la coupole.

## La chaire
La chaire est le plus bel ornement de l'église. Sa construction fut entreprise le 4 mai 1743 par le sculpteur malinois Theodoor Verhaegen. Elle fut terminée en 1746 et coûta la somme de 4 000 florins. Alexander-Jozef Rubens, petit-fils de Pierre-Paul Rubens offrit 2 994 florins pour sa réalisation.
Au pied de la chaire figurent des statues grandeur nature d'Adam et Ève après la chute. Jahweh, un vieil homme avec une barbe s'adresse à Adam. D'une main il montre le serpent rampant sur le sol et de l'autre il montre le médaillon sur la cuve, sur lequel est représentée la Vierge Marie avec l'Enfant Jésus. Le pardon et la délivrance sont promis. Au-dessus de l'abat-voix des anges emmènent Marie vers le ciel. Un grand arbre avec un imposant branchage dans lequel des anges portent une draperie, couronne l'ensemble de la chaire.

## Visite papale
Le 18 mai 1985, le pape Jean-Paul II se rendit en pèlerinage dans cette église à l'occasion de son 65ème anniversaire.
En 1987, deux ans après la visite du pape Jean-Paul II, l'église fut élevée au rang de basilique.

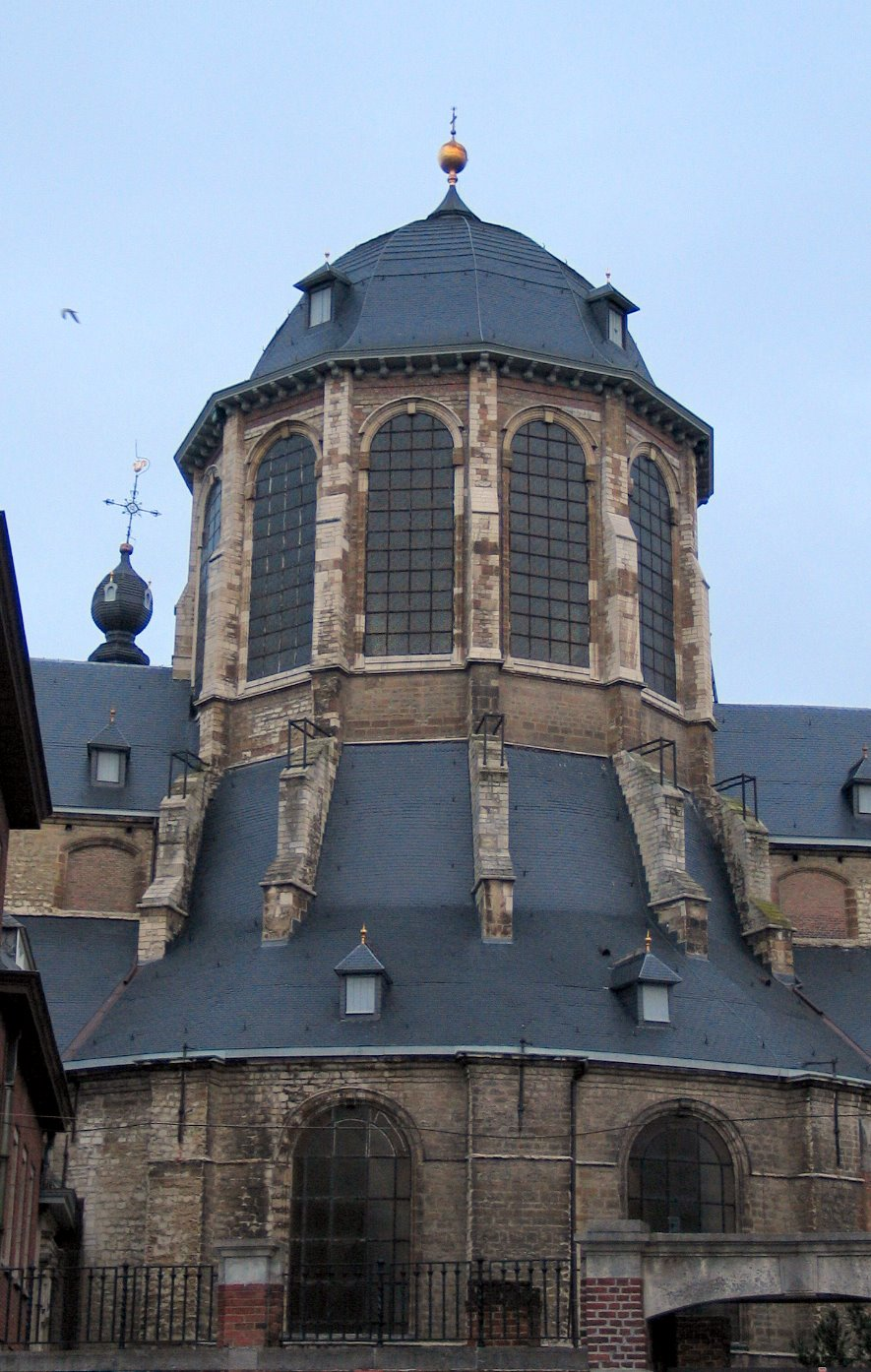
Coupole de Notre-Dame de Hanswijk
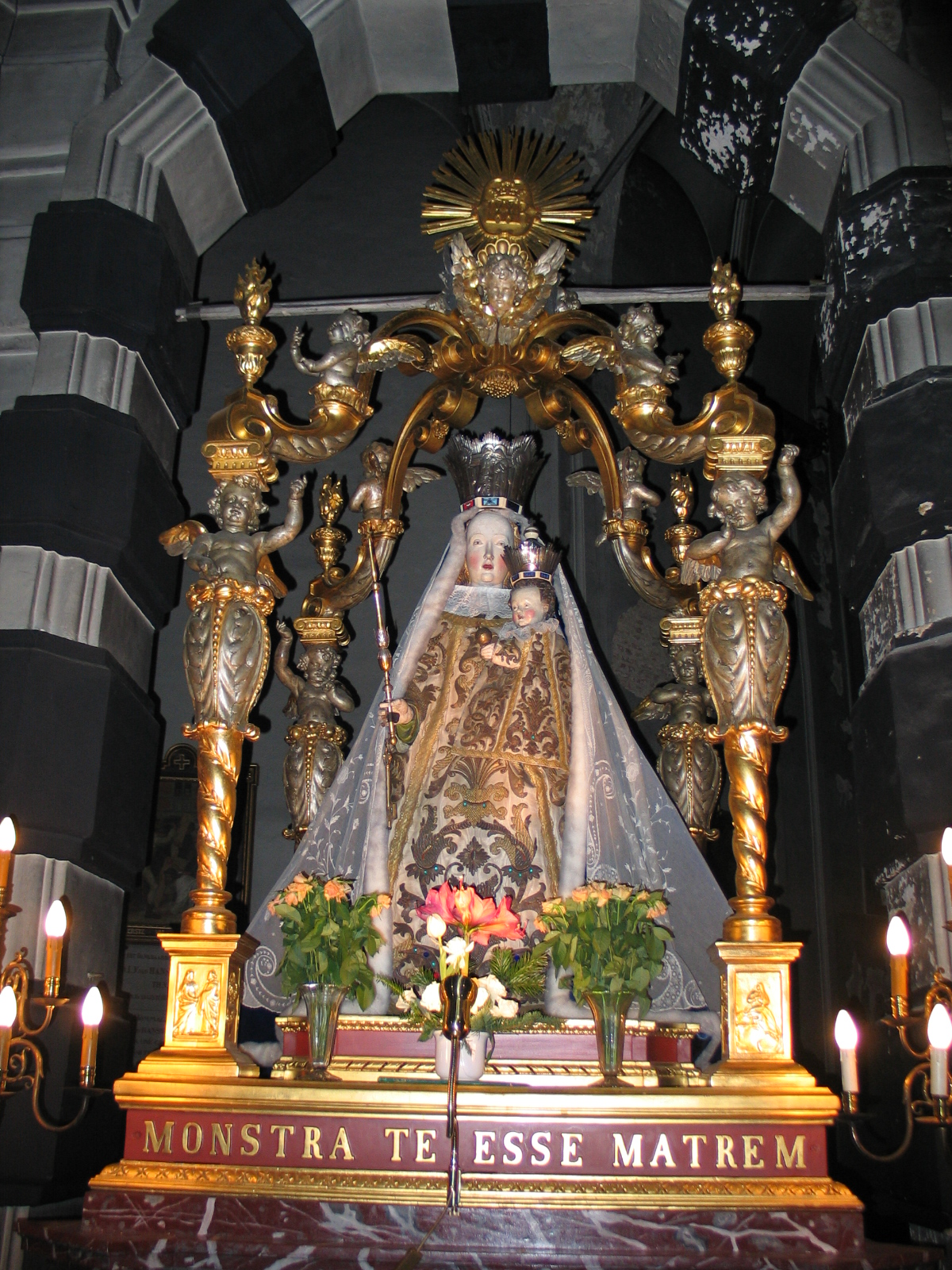
Notre-Dame de Hanswijk
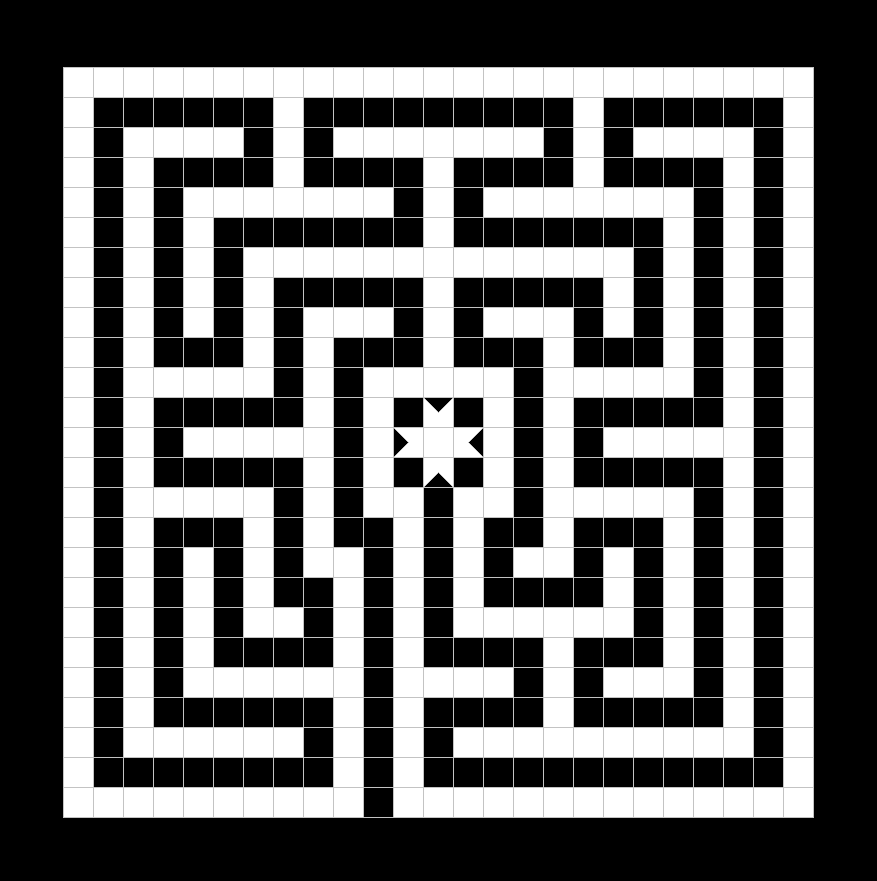
Labyrinthe formé par le pavement de la basilique (dessin)
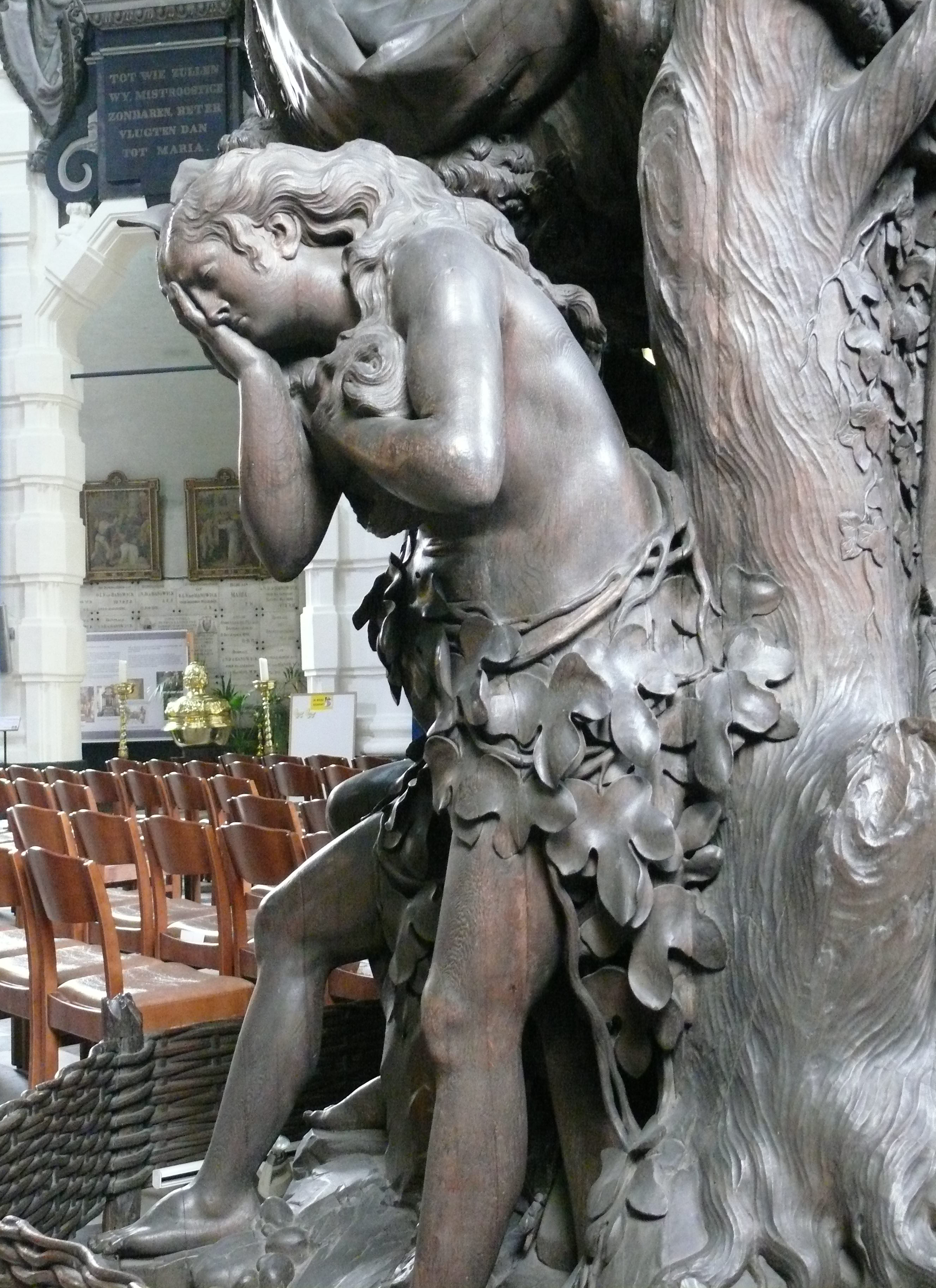
Détail de la chaire (Ève)
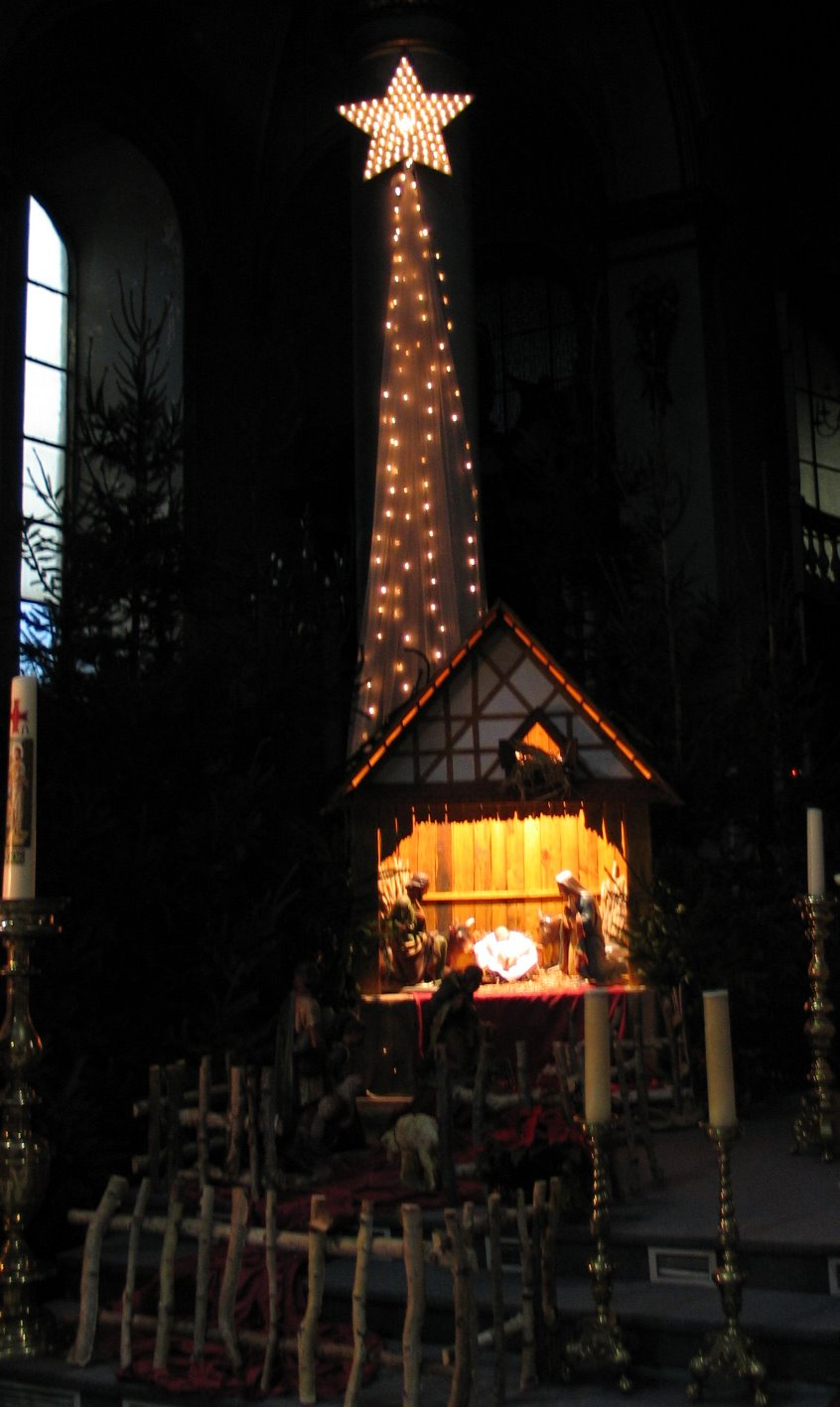
Crèche de Noël en 2006
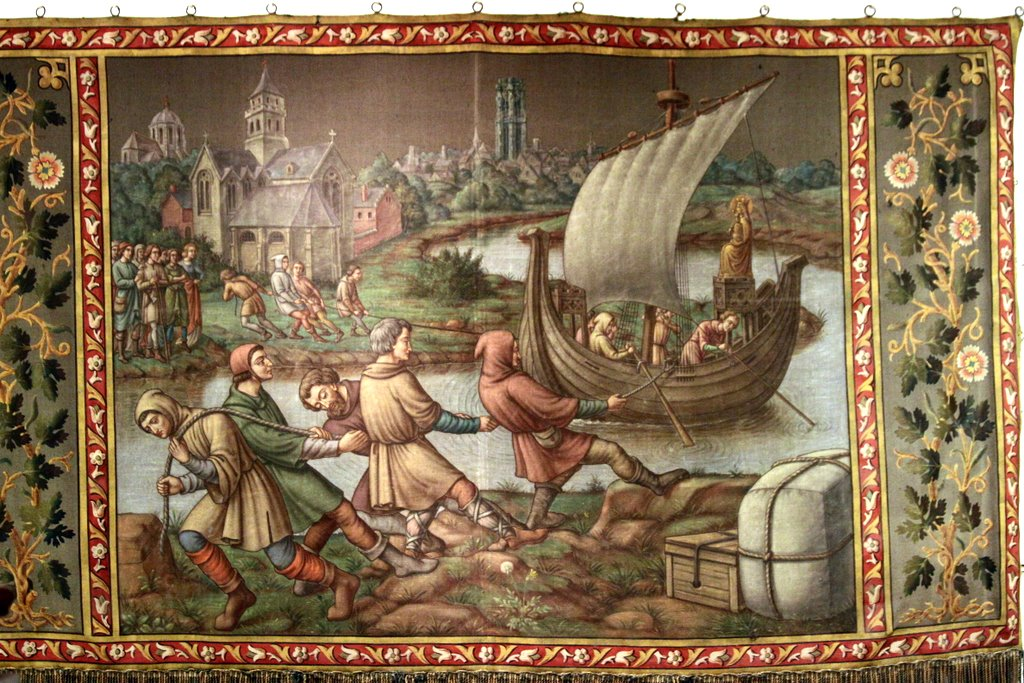
L'arrivée de Notre-Dame de Hanswijk
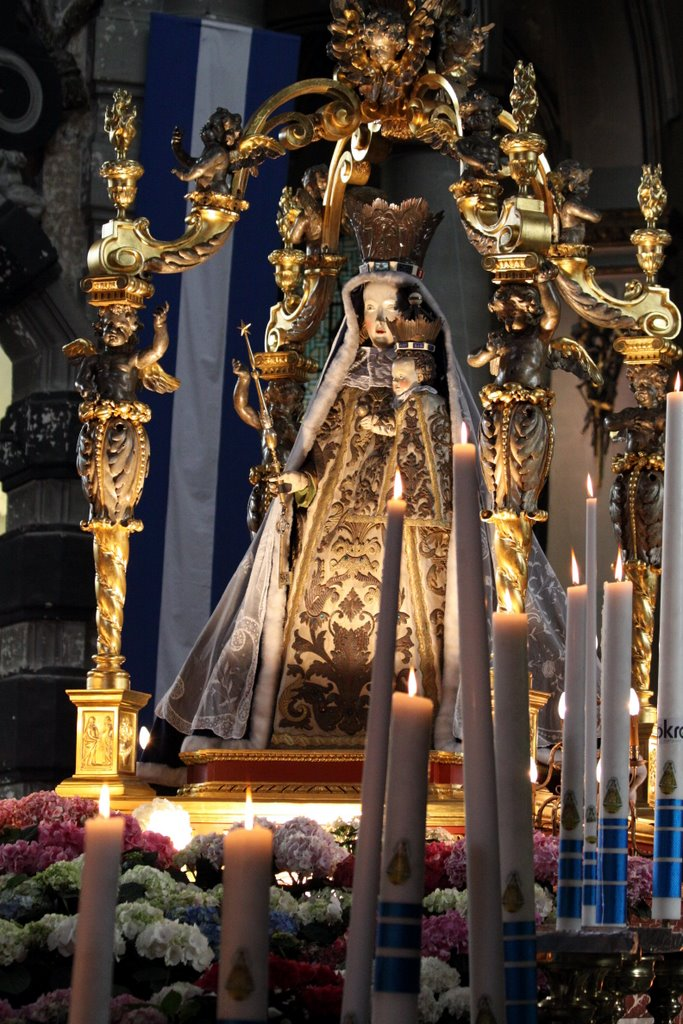
Notre-Dame de Hanswijk après la procession (2009)
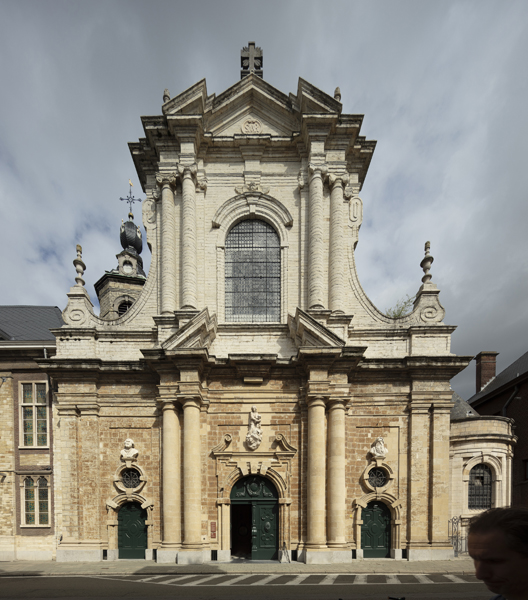
Entrée
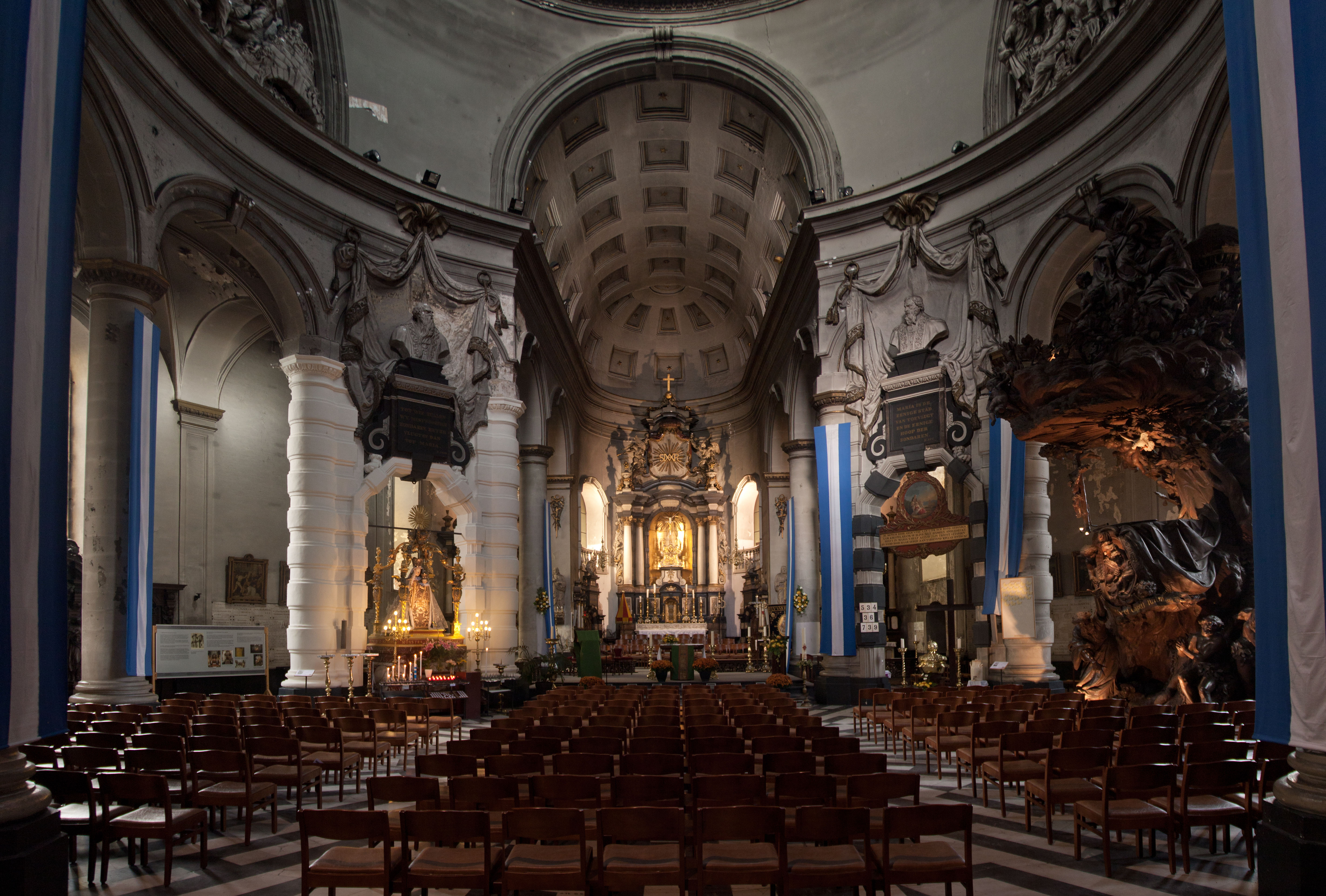
Intérieur de la basilique
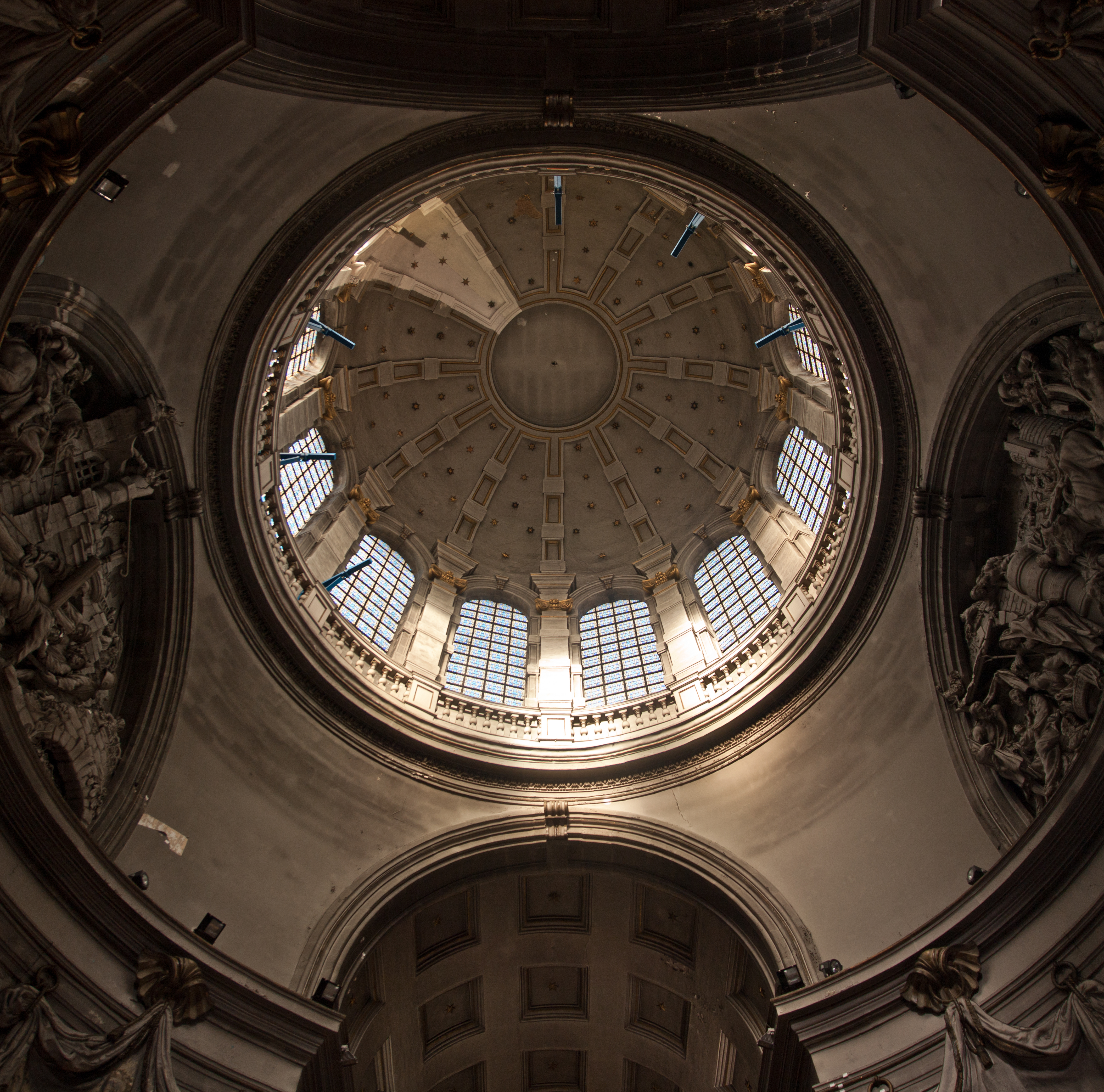
Coupole vue du sol